# Lansvis
De lansvis (Alepisaurus ferox) is een straalvinnige vis uit de familie van lansvissen (Alepisauridae), orde van draadzeilvissen (Aulopiformes).

## Kenmerken
Deze grote vis heeft een torpedovormig lichaam met een diepgevorkte staartvin en een lange, hoge rugvin, die doorloopt vanachter de kop tot aan de vetvin en de vorm heeft van een zeil. De functie van dit lichaamsdeel is echter niet bekend. Aan de voorzijde van de rugvin bevinden zich drie verlengde vinstralen. De grote bek is bezet met lange, scherpe tanden. De vis kan maximaal 215 centimeter lang en 4500 gram zwaar worden.

## Leefomgeving
Alepisaurus ferox is een zoutwatervis. De soort komt voor in diep water in de Grote en Atlantische Oceaan en in de Middellandse Zee op een diepte tot 1830 meter.

## Relatie tot de mens
In de hengelsport wordt er weinig op de vis gejaagd.